# پرنده رنگین
پرنده رنگین (انگلیسی: The Painted Bird) رمانی است از یرژی کوشینسکی داستان‌نویس لهستانی-آمریکایی یهودیتبار، داستان از دید پسری یهودی و تنها و سرگردان در دوران جنگ جهانی دوم روایت می‌شود، پرندهٔ رنگین داستان زجر و شکنجهٔ یک کودک است، ولی این داستان غم‌انگیز، پر از حماسهٔ بردباری و مقاومت نیز هست، این کودک مقاومت می‌کند. هم در برابر جهل و خرافات روستائیان، و هم در برابر تجاوزهای نازیسم، کتاب در سال ۱۹۶۵ منتشر شد.

## شرح کوتاهی بر کتاب
در بین رمان‌های مربوط به حوادث جنگ جهانی دوم، رمان پرندهٔ رنگین از پرفروش‌ترین آن‌ها می‌باشد و بیش از هر رمان دیگری بعد از جنگ در آمریکا، به زبان‌های دیگر ترجمه شده است، خواننده خواهد دید که قسمت عظیمی از ظلمی که بر شخصیت اصلی داستان می‌رود از نازیها نیست، بلکه از طرف مردمی جاهل و عقب مانده است که خود اسیر نازیها هستند، کودکی بیگناه، در عبور از دهی به دهی دیگر، به ندرت از کسی مهر و شفقت می‌بیند، بارها به سرش می‌زند که از دست به اصطلاح حامیانش به دشمنان خود پناه ببرد. بخشی از زندگی این کودک از کودکی خود کوشینسکی به عاریت گرفته شده است و به راستی که فقط زجر شخصی و تجربه شده است که یک نویسنده را به خالق آثار بزرگ تبدیل می‌کند. منتقدان ادبی، کتاب‌های حضور، پرنده رنگین و گام‌ها را جزو بزرگ‌ترین کارهای کوشینسکی ارزیابی کرده‌اند.

## چاپ فارسی کتاب
این کتاب با عنوان «پرواز را به خاطر بسپار» توسط انتشارات هاشمی و به ترجمه ساناز صحتی در ۲۹۸ صفحه از روی متن تجدید نظر شده و کامل «The Painted Bird» چاپ سال ۱۹۷۸ برگردانده شد، خود کتاب برای اولین بار در سال ۱۹۶۵ در آمریکا چاپ شد و از آن زمان تاکنون میلیون‌ها نسخه از آن فقط در زبان انگلیسی به فروش رفته است، مترجم فارسی این اثر در مقدمه کتاب نوشته: عنوان کتاب را نمی‌شد به پرنده رنگ شده یا پرنده رنگین ترجمه کنم، چرا که به نظرم معنای مطلب اصلی را نمی‌رساند، پس عنوان را از شعری از فروغ فرخزاد وام گرفتم.

## دیدگاه‌ها
الی ویزل نویسنده و فعال سیاسی در مقاله‌ای دربارهٔ کتاب نوشت «یکی از بهترین کتاب‌ها … که با صداقت و صمیمت تمام نوشته شده»

## مناقشه در مورد صحت کتاب
بنابر گفته‌های الیوت واینبرگر نویسنده، مقاله‌نویس و ویراستار معاصر آمریکایی کوشینسکی نویسنده واقعی کتاب نبوده است و در مجموعه خود اثرات کارمیک بیان کرد که کوشینسکی در زمان انتشار کتاب دانش اندکی در مورد زبان و ادبیات انگلیسی داشته است.